# Harry Peacock
Harry Peacock é um ator inglês, que é conhecido por seu papel no filme As Viagens de Gulliver e papel recorrente em Toast of London como Ray Purchase.

## Vida pessoal
Peacock é filho do ator e compositor Trevor Peacock. Atuou ao lado de seu pai numa relação de pai/filho na série de televisão britânica Kingdom. Seu irmão, Daniel Peacock, é ator e diretor.
Peacock é casado com a atriz Katherine Parkinson, estrela de The IT Crowd. O casal tem dois filhos.
Peacock e Parkinson ambos estrelaram na série The Kennedys.